# ستراشین
ستراشین (به چکی: Strašín) یک منطقهٔ مسکونی در جمهوری چک است که در ناحیه کلاتووی واقع شده‌است. ستراشین ۱۶٫۳۳ کیلومتر مربع مساحت و ۳۴۷ نفر جمعیت دارد و ۶۰۵ متر بالاتر از سطح دریا واقع شده‌است.